# Michèle Russel-Capriles
Michèle Russel-Capriles (Curaçao, 29 oktober 1968) is een Curaçaos politicus, bestuurder en beeldend kunstenaar. Sinds 1 juni 2019 is zij waarnemend gouverneur van Curaçao.

## Leven en werk
Russel-Capriles is een dochter van Diane Henriquez en Lio Capriles en kleindochter van May Henriquez. In 1990 behaalde zij een bachelordiploma in internationale betrekkingen aan de Universiteit van Pennsylvania met als specialisatie vluchtelingenzaken, en ging werken bij de Maduro & Curiel's Bank. Samen met anderen richtte ze de Partido Antiá Restrukturá op, die zich uitsprak voor behoud en herstructurering van de Nederlandse Antillen. Van 1994 tot 1998 was zij statenlid en hield zich bezig met jeugdwelzijn, vrouwenrechten en justitieel beleid.
Nadat zij de politiek had verlaten, is zij zich gaan bezighouden met kunst, cultuur, geschiedenis en gezondheidszorg. Ze was lid van de raden van bestuur van verschillende non-profit- en bedrijfsorganisaties, is voorzitter van het Joods Cultureel Historisch Museum en penningmeester van Landhuis Bloemhof. In beide musea organiseerde zij vele historische en kunsttentoonstellingen. Gedurende vijftien jaar maakte zij deel uit van het bestuur van de afdeling Nederlandse Antillen en Aruba van het Cultuurfonds, waarvan de laatste zeven jaar als voorzitter.
Sinds 1 juni 2019 is Michèle Russel-Capriles waarnemend gouverneur van Curaçao. Zij volgt in deze functie Nolda Römer-Kenepa op.

## Solo-exposities
Russel-Capriles nam deel aan vele groepsexposities in binnen- en buitenland. Daarnaast had zij de volgende solo-exposities.
- 2016 - Seriously?, mixed media collages en beelden in Landhuis Bloemhof. Tijdens deze expositie maakte zij samen met vrijwilligers twee gemeenschappelijke kunstwerken: Wall of Memory en Standing Tall. Deze zijn in de tuin van Bloemhof achtergebleven.[6]
- 2019-2020 - Ban Serio, assemblagekunst in Landhuis Bloemhof.[7] De expositie werd verlengd met het project Circle of Life in samenwerking met het lokale Ronald McDonald Huis, waarin een groot gemeenschappelijk kunstwerk van medisch afval werd gecreëerd.

## Publicatie
Connecting the Lights, Mikve Israel Emanuel Synagogue & the Jewish Cultural Historical Museum. 23 december 2016. A history of Jewish Curaçao in eight chapters honoring the 300th anniversary of lighting a special channukiah in the Mikvé Israel-Emanuel synagogue.

## Privéleven
Michèle Russel-Capriles is getrouwd met Omar A. Russel en het echtpaar heeft twee kinderen.